# Hán ngữ tiêu chuẩn

Bản đồ các phương ngôn tiếng Hán tại Trung Quốc và Đài Loan. Tiếng Trung Quốc Tiêu chuẩn dựa phần lớn trên phương ngôn Bắc Kinh của tiếng Quan thoại.

Tiếng Trung Quốc tiêu chuẩn, tiếng Hán tiêu chuẩn hoặc tiếng Trung hiện đại (tiếng Trung: 現代標準漢語, âm Hán Việt: Hiện đại tiêu chuẩn Hán ngữ), trong giao tiếp thường ngày trong tiếng Việt thường chỉ gọi đơn giản là tiếng Trung hoặc tiếng Hoa (cách gọi trong phương ngữ tiếng Việt miền Nam), là dạng tiếng Trung được tiêu chuẩn hóa, đóng vai trò là ngôn ngữ chính thức duy nhất tại Trung Quốc, là ngôn ngữ chính thức de facto tại Đài Loan. Đây cũng là một trong 4 ngôn ngữ chính thức tại Singapore.
Cách phát âm của tiếng Trung Quốc tiêu chuẩn dựa trên tiếng Bắc Kinh, nhưng từ vựng được lấy rộng khắp từ các phương ngữ được nói ở miền Bắc, Trung và Tây Nam của Trung Quốc (là khu vực đa dạng các phương ngữ được biết đến dưới tên chung là Quan thoại). Ngữ pháp của tiếng Trung Quốc tiêu chuẩn dựa trên các tác phẩm văn học hiện đại xác định nên bạch thoại (dạng văn viết tiếng Hán dựa trên văn nói hiện đại).
Như các phương ngôn khác, Hán ngữ tiêu chuẩn là ngôn ngữ có thanh điệu được tổ chức thiên về chủ đề ngữ và là ngôn ngữ chủ-động-tân, khác với đa số các ngôn ngữ Hán-Tạng khác. So với các phương ngôn miền nam, Hán ngữ tiêu chuẩn có nhiều phụ âm đầu hơn và ít nguyên âm, phụ âm cuối và thanh điệu hơn. Bởi việc hiện hữu của nhiều từ ghép, Hán ngữ tiêu chuẩn là ngôn ngữ phân tích tính.
Tiếng Trung Quốc tiêu chuẩn tại Trung Quốc đại lục được gọi là tiếng Phổ thông (普通话 Phổ thông thoại), tại Đài Loan được gọi là Quốc ngữ (國語), tại Singapore và nhiều nơi khác tại Đông Nam Á được gọi là tiếng Hoa (華語 Hoa ngữ). Bên cạnh một số khác biệt về phát âm và từ vựng, Phổ thông thoại được viết bằng chữ Hán giản thể (cùng với bính âm cho việc giảng dạy) trong khi Quốc ngữ được viết bằng chữ phồn thể (chú âm phù hiệu cho việc học tập).

## Tên gọi
Trong tiếng Trung Quốc, phương ngôn tiêu chuẩn này mang các tên gọi như:
- Phổ thông thoại (普通话; 普通話; 'tiếng phổ thông') tại Cộng hòa Nhân dân Trung Hoa, Hồng Kông và Ma Cao;
- Quốc ngữ (國語; 'ngôn ngữ quốc gia') tại Đài Loan;
- Hoa ngữ (华语; 華語; 'tiếng Hoa') tại Singapore, Malaysia, Indonesia, Philippines và những nơi khác ở Đông Nam Á;[5] và
- Hán ngữ (汉语; 漢語; 'tiếng người Hán') tại Mỹ và những nơi có Hoa kiều khác.

Hán ngữ tiêu chuẩn cũng được gọi chung chung là "tiếng Trung Quốc", đáng chú ý là cách gọi "Trung văn" 中文; Zhōngwén và "Trung Quốc thoại" 中国话; 中國話; Zhōngguó huà. Nhìn chung, theo thống kê, người ta đã dùng hơn 20 cách để gọi thứ tiếng này.

### Phổ thông thoại và Quốc ngữ
Tên gọi Quốc ngữ từng được các thủ lĩnh người Mãn sử dụng để gọi ngôn ngữ của họ, nhưng hồi năm 1909 Bộ học thời Nhà Thanh chính thức dùng danh xưng này để chỉ Quan thoại, với chức năng của một lingua franca, được tạo thành dựa trên các phương ngôn phương bắc Trung Quốc. Triều đình tuyên bố Quan thoại sẽ đóng vai trò là "Quốc ngữ" mới.
Khái niệm Phổ thông thoại cũng có một lịch sử dài, dẫu không mang tính chính thức. Hồi năm 1906, khái niệm này đã được Chu Văn Hùng (朱文熊) ghi lại để phân biệt dạng thức tiếng Trung Quốc tiêu chuẩn hiện đại này với văn ngôn và các phương ngôn khác.
Theo một số nhà ngôn ngữ học đầu thế kỷ XX, Phổ thông thoại theo lý thuyết thì khác biệt so với Quốc ngữ. "Phổ thông thoại" là phương ngôn phổ biến trên cả nước, trong khi "Quốc ngữ" đề cập đến tính pháp lý của ngôn ngữ này.
Theo cách hiểu phổ biến thời đó, thì hai khái niệm này khác nhau. Quốc ngữ được hiểu là dạng văn viết chính thống, khá gần với văn ngôn. Ngược lại, phổ thông thoại dùng để chỉ "tiếng phổ thông của người hiện đại", là dạng khẩu ngữ được theo quy ước làm lingua franca trong sử dụng.
Ảnh hưởng từ cách sử dụng khái niệm Phổ thông thoại của học giả tả khuynh như Cù Thu Bạch và Lỗ Tấn khiến chính phủ Cộng hòa Nhân dân Trung Hoa thông qua việc sử dụng khái niệm này để chỉ tiếng Quan thoại vào năm 1956. Trước đó, chính quyền Trung Quốc đại lục sử dụng cùng lúc cả hai khái niệm này.
Tại Đài Loan, quốc ngữ tiếp tục được dùng chính thức để chỉ Hán ngữ tiêu chuẩn.

### Hoa ngữ
Hoa ngữ, tức "tiếng nói người Hoa", ý nghĩa ban đầu chỉ đơn giản là "tiếng Trung Quốc", và được cộng đồng người Hoa hải ngoại sử dụng để đối lập với tiếng nước ngoài. Qua thời gian, nhu cầu tiêu chuẩn hóa các phương ngôn Hán ngữ trong các cộng đồng này dẫn đến việc "Hoa ngữ" dùng để chỉ riêng Quan thoại.
Tên này cũng nhằm tránh việc sử dụng trực tiếp hai khái niệm khá tương đồng là Phổ thông thoại và Quốc ngữ, khiến có thể bị áp đặt tình cảm chính trị cho phía Cộng hòa Nhân dân Trung Hoa hay Trung Hoa dân quốc. Việc sử dụng khái niệm Hoa ngữ cũng nói lên Quan thoại cũng không thường là ngôn ngữ quốc gia hay ngôn ngữ phổ biến ở quốc gia sở tại mà cộng đồng Hoa kiều sinh sống.

### Hán ngữ
Hán ngữ, tức "tiếng nói của người Hán", là thuật ngữ chung khác để chỉ tiếng Trung Quốc. Tuy nhiên, "Hán ngữ" mang hai ý nghĩa khác nhau và có thể gây nhầm lẫn:
- Hán ngữ tiêu chuẩn;
- Tất cả phương ngôn Hán ngữ được người Hán nói.

Hán ngữ, cùng với Hán tộc (汉族; 漢族), là khái niệm tương đối hiện đại; chúng xuất hiện cùng với sự đi lên của chủ nghĩa dân tộc Trung Quốc vào thế kỷ XIX và thế kỷ XX. Một khái niệm có liên quan với Hán ngữ là Hán tự (汉字; 漢字; 'chữ Hán').

## Sự khác biệt giữa Hán ngữ tiêu chuẩn vớitiếng Bắc Kinhvà tiếng Quan thoại
Hiện nay, tại Trung Quốc, "tiếng Quan thoại" được dùng làm tên gọi của một phương ngôn tiếng Hán. Phương ngôn này còn được gọi là tiếng phương Bắc, phương ngôn phương Bắc. Nội bộ phương ngôn quan thoại không hoàn toàn đồng nhất mà có sự khác biệt về ngữ âm, ngữ pháp, từ vựng, phương ngôn quan thoại lại có thể chia ra thành các phương ngôn khác nhau. Tiếng Bắc Kinh là một trong số các phương ngôn của tiếng quan thoại. Mặc dù ngữ âm của Hán ngữ tiêu chuẩn là dựa trên ngữ âm của tiếng Bắc Kinh, từ vựng của Hán ngữ tiêu chuẩn chủ yếu là được lấy từ từ vựng của tiếng quan thoại nhưng Hán ngữ tiêu chuẩn không phải là tiếng Bắc Kinh, Hán ngữ tiêu chuẩn cũng không phải là một phương ngôn khác của tiếng quan thoại.
Ngữ âm của Hán ngữ tiêu chuẩn dựa trên ngữ âm của tiếng Bắc Kinh nhưng không phải toàn bộ ngữ âm của tiếng Bắc Kinh đều được thu nhận làm ngữ âm của Hán ngữ tiêu chuẩn, một bộ phận ngữ âm của tiếng Bắc Kinh không được đưa vào trong Hán ngữ tiêu chuẩn. Từ vựng của Hán ngữ tiêu chuẩn chủ yếu là lấy từ từ vựng của tiếng quan thoại nhưng không phải toàn bộ từ vựng của tiếng quan thoại đều được thu nhận làm từ vựng của Hán ngữ tiêu chuẩn, có những từ của tiếng quan thoại không được chọn làm từ ngữ của Hán ngữ tiêu chuẩn. Từ vựng của Hán ngữ tiêu chuẩn không chỉ được lấy tiếng quan thoại, có một số từ của Hán ngữ tiêu chuẩn được lấy từ các phương ngôn khác của tiếng Hán.